# Comuna Leu, Dolj
Leu este o comună în județul Dolj, Oltenia, România, formată din satele Leu (reședința) și Zănoaga.

## Scurt istoric
Comuna Leu este formată din satele Leu și Zănoaga și se învecinează la nord cu comunele Robănești și Drăgotești la est cu comuna Teslui la sud cu comunele Castranova și Bratovoești și la vest cu comunele Teasc, Malu Mare și Coșoveni.
Așezată în câmpia Olteniei în câmpul Leu-Rotunda, relieful reprezintă o parte mai înaltă de origine fluvio-lacustră format din zona de contact a lacului Levantin cu uscatul. Aspectul teritoriului este dat de prezența dunelor azi puternic nivelate.
Aspectul reliefului este dat de prezența dunelor azi puternic nivelate a căror orientare a impus direcția de scurgere a văilor torențiale ce le brăzdează. Adesea aceste văi torențiale au intersectat pânza freatică făcând să apară de-a lungul lor linii de izvoare, iar pe podul teraselor s-au creat condiții favorabile așezării oamenilor. Din punct de vedere climatic temperatura anuală medie nu depășește 11 grade Celsius. Vara temperatura depășește 36 de grade Celsius, cantitatea de precipitații variind între 400–600 mm.
Satul LEU este așezat aproximativ la jumătatea distanței dintre orașele Craiova și Caracal, pe DE 70 sau DN 6, care-l traversează, împărțindu-l în două părți, aproape egale.
Este o așezare veche. Descoperirile arheologice din punctele Modruz, Albota, Leu Mic dovedesc existența urmelor de viață materială începând din paleoliticul superior și până în zilele noastre.
Denumirea satului, spune legenda, vine de la animalul LEU, ucis de săteni în vechea vatră a satului, valea Bisericii, din cauza stricăciunilor pe care le provoacă.
Legenda spune că otomanii aduceau pentru intimidarea populațiilor cucerite asemenea animale. Leul, scăpat din cușcă, ar fi produs pagube locuitorilor, fapt ce i-a determinat să se strângă cu topoare și furci și să-l omoare.
Științific, denumirea satului se explică prin existența în slavă a unui toponim identic care înseamnă loc cu vegetație forestieră. Terenul din valea Bisericii era, într-adevăr, cu vegetație forestieră.
Satul Leu a dat și numele Câmpului Leu - Rotunda din Câmpia Olteniei. Așezarea este străbătută de văi seci, pe teritoriul satului Leu aflându-se Cumpăna apelor dintre Olt și Jiu. Altitudinea maximă este 160 m.
Este atestat documentar după domnia lui Mihai Viteazul. Populația, la data prezentă este de 5300 de locuitori.
Ocupația locuitorilor - agricultura, creșterea animalelor, iar în ultimul timp, comerțul.
Satul Zănoaga, este o așezare rurală care datează din jurul anului 1300 fiind fondată de o grupare de oieri al căror baci se numea Zănoaga.
Este așezat în zona de câmpie a Olteniei fiind traversată de la est la vest de Drumul Național DN 6 care este în același timp Drum European DE 70.
Satul Zănoaga se întinde pe o suprafață de 2784 de Ha din care 138 de Ha intravilan, având două biserici de religie ortodoxă și un Cămin Cultural în cadrul căruia se desfășoară activități culturale specifice zonei Olteniei.
La doi kilometri distanță se află Baza Jianca de-a lungul căii ferate, cu profil de recepție a produselor agricole, tot în sat aflându-se și sediul Sistemului de Irigații Zănoaga ce aparține S.N.I.F. Craiova.
Zănoaga a fost comună până în anul 1968 în cadrul Raionului Caracal când s-a desființat ca urmare a noii organizări adminstrativ-teritoriale și a fost arondată comunei Leu.

## Demografie
Componența etnică a comunei Leu
     Români (90,58%)
     Alte etnii (0,07%)
     Necunoscută (9,34%)
Componența confesională a comunei Leu
     Ortodocși (89,91%)
     Alte religii (0,3%)
     Necunoscută (9,79%)
Conform recensământului efectuat în 2021, populația comunei Leu se ridică la 4.035 de locuitori, în scădere față de recensământul anterior din 2011, când fuseseră înregistrați 4.824 de locuitori. Majoritatea locuitorilor sunt români (90,58%), iar pentru 9,34% nu se cunoaște apartenența etnică. Din punct de vedere confesional, majoritatea locuitorilor sunt ortodocși (89,91%), iar pentru 9,79% nu se cunoaște apartenența confesională.

## Politică și administrație
Comuna Leu este administrată de un primar și un consiliu local compus din 13 consilieri. Primarul, Auraș Vasile-Botofei[*], de la Partidul Social Democrat, este în funcție din 1 noiembrie 2024. Începând cu alegerile locale din 2024, consiliul local are următoarea componență pe partide politice:
|  | Partid                          | Consilieri | Componența Consiliului | Componența Consiliului | Componența Consiliului | Componența Consiliului | Componența Consiliului | Componența Consiliului |
|  | ------------------------------- | ---------- | ---------------------- | ---------------------- | ---------------------- | ---------------------- | ---------------------- | ---------------------- |
|  | Partidul Social Democrat        | 6          |                        |                        |                        |                        |                        |                        |
|  | Alianța pentru Unirea Românilor | 4          |                        |                        |                        |                        |                        |                        |
|  | Partidul Național Liberal       | 2          |                        |                        |                        |                        |                        |                        |
|  | Uniunea Salvați România         | 1          |                        |                        |                        |                        |                        |                        |

## Personalități născute aici
- Ionașcu Cupețu (1725 - 1797), filantrop;
- Ion Stoica Dumitrescu (1886 - 1956), pictor;
- Iuliana Simonfi (1956 - 2019), antrenoare de gimnastică, stabilită în Namibia.